# Peter Keefe
Peter Keefe (ur. 1952, zm. 27 maja 2010) – amerykański producent telewizyjny. Twórca filmów animowanych. Najbardziej znany jako twórca angielskiej wersji serialu telewizyjnego Voltron – obrońca wszechświata. Zmarł w wieku 57 lat na raka.
Wspólne z Brianem Lacey założył Zodiac Entertainment w 1989 roku, następnie stworzył i wyprodukował takie seriale animowane jak: Widget, Pan Boguś i Twinkle - przybysz z Krainy Marzeń.

## Wybrana filmografia
- 1988-1989: Denver, ostatni dinozaur
- 1990-1991: Widget
- 1991-1993: Pan Boguś
- 1993: Twinkle - przybysz z Krainy Marzeń